# براند رودريك
براند نيكول رودريك (بالإنجليزية: Brande Roderick)‏ ولدت في 13 يونيو 1974، عارضة أزياء وممثلة أمريكية، عُرفت بظهورها في مسلسل بيواتش وظهورها كذلك في مجلة بلاي بوي. تم اختيارها بلاي ميت في أبريل 2000، ثم بلاي بوي بلاي ميت لعام 2001.

## نشأتها
ولدت رودريك في نوفاتو (كاليفورنيا)، وارتادت الكلية المتواجدة في مدينة سانتا روزا بولاية نيو مكسيكو والتي تحمل اسم جامعة سانتا روزا جونيور.

## الحياة العاطفية
كانت من بين الصديقات العديدات لأحد مؤسسي مجلة بلاي بوي هيو هيفنر.
في غشت من سنة 2006، تمت خطبتها من جلين كادرز، لاعب سابق في الدوري الوطني لكرة القدم الأمريكية، والذي شارك طوال 11 موسما مع كل من فريق دنفر برونكوز وكذلك كانساس سيتي تشيفس ونيويورك جيتس. تزوجا في شهر يونيو 2007، وحصلا على أول مولود لهما في مارس من سنة 2010.

## أرقام مميزة في بلاي بوي
| الفقرة              | التاريخ     | الصفحة                  |
| ------------------- | ----------- | ----------------------- |
| Hottest Centerfolds | 2002        | 16-17                   |
| Nude Playmates      | أبريل 2002  | 62-67                   |
| Playmate Review     | 2001        | صفحة الغلاف (1-3) 26-35 |
| Playmates in Bed    | ديسمبر 2001 | 26-29                   |
| Playmates in Bed    | ديسمبر 2002 | 2 68-75                 |
| Sexy Celebrities    | فبراير 2001 | 28-29                   |
| Sexy Celebrities    | فبراير 2002 | صفحة الغلاف (1) 6-7     |

## روابط خارجية
- Brand Roderick
- Work Summary
- براند رودريك على موقع IMDb (الإنجليزية)
- براند رودريك على موقع ألو سيني (الفرنسية)
- براند رودريك على موقع أول موفي (الإنجليزية)
- براند رودريك على موقع قاعدة بيانات الأفلام السويدية (السويدية)
- براند رودريك على موقع إن إن دي بي (الإنجليزية)
- براند رودريك على موقع قاعدة بيانات الفيلم (الإنجليزية)
- براند رودريك على موقع كينوبويسك (الروسية)
- Brande "Rock" Roderick - An Official "Girl of Rock Paper Scissors"